# Trudlindis von Liebenstein
Trudlindis von Liebenstein OCist (* vermutlich im 12. Jahrhundert; † 1249 in Lichtenthal) war eine deutsche Zisterzienserin und von 1247 bis 1249 Äbtissin des Zisterzienser-Klosters Lichtenthal.

## Leben
Trudlindis von Liebenstein war 1229 Subpriorin im Kloster Wald und wurde 1246 von Irmengard von Baden gemeinsam mit weiteren Nonnen in das Kloster Lichtenthal berufen, wo sie 1247 einstimmig zur ersten Äbtissin gewählt wurde. Noch 1247 bat sie gemeinsam mit Markgräfin Irmengard von Baden das Generalkapitel von Cîteaux um Aufnahme in den Zisterzienserorden. Am 3. November 1248 wurde die Klosterkirche vom Straßburger Bischof Heinrich von Stahleck geweiht und der Leichnam Hermann V. von Badens nach Überführung von Backnang vor dem Hochaltar beigesetzt. Nachdem Abt Heinrich I. vom Kloster Eußerthal und Abt Rudolf I. vom Kloster Tennenbach Lichtenthal inspiziert hatten, wurde das Kloster 1248 in den Zisterzienserorden aufgenommen und der Paternität des Klosters Neubourg unterstellt. Äbtissin Trudlindis von Liebenstein starb nach nur zweijähriger Amtszeit im Jahr 1249.